# Veřejné akvárium

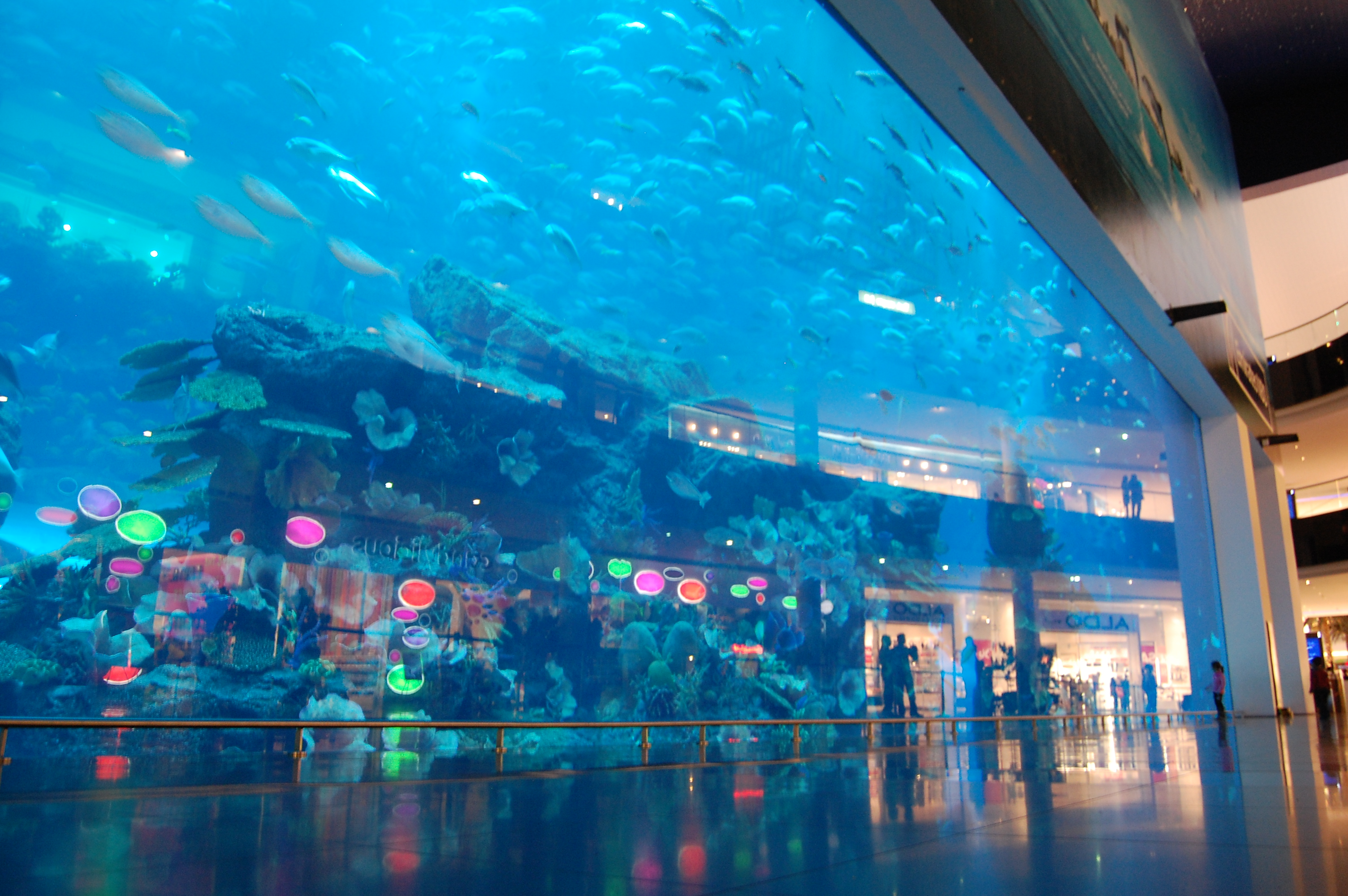
Hlavní nádrž Dubai Mall Aquarium v nákupním centru Dubai Mall

Veřejné akvárium nebo také jen akvárium, představuje vodní obdobu zoologické zahrady, může být ale také součástí samotné zoo nebo například muzea. Veřejné akvárium obývají vodní živočichové a rostliny. Většina veřejných akvárií obsahuje nádrže, které jsou větší než ty, které mají doma akvaristé, mohou se zde ale nacházet i menší nádrže. Většina moderních veřejných akvárií se zabývá otázkami ochrany přírody a osvětou veřejnosti. První veřejné akvárium vzniklo již v 19. století v Anglii.
Zatímco oceanária mohou být neveřejná a jsou zaměřena pouze na mořskou faunu a flóru, veřejná akvária jsou veřejnosti přístupná a mohou být zaměřena i na sladkovodní svět.

## Historie

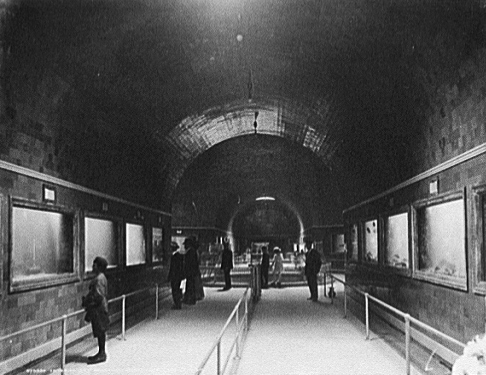
Belle Isle Aquarium v michiganském Detroitu v USA, rok 1900

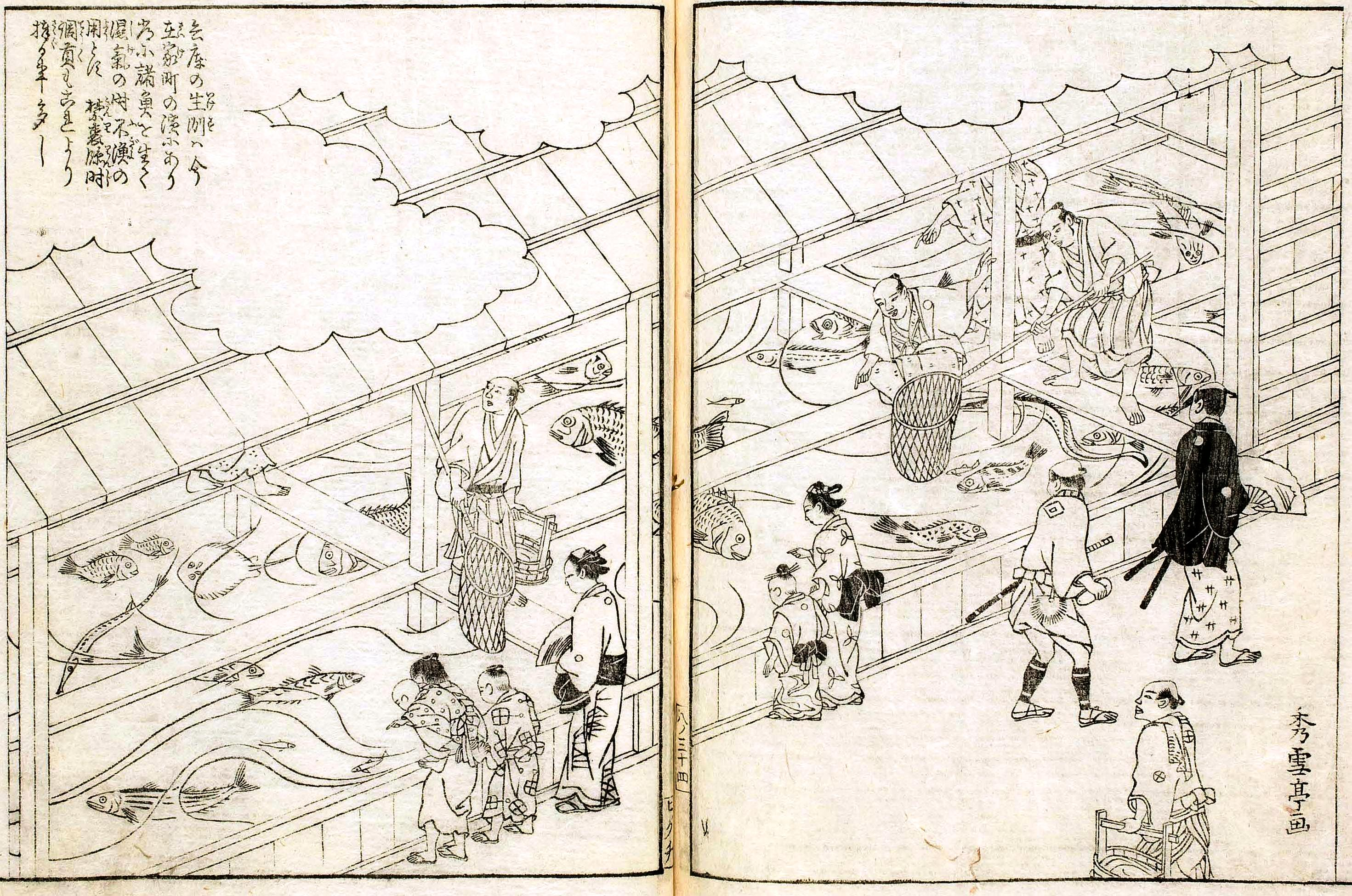
Veřejné akvárium v Japonsku, 18. století

První veřejné akvárium bylo otevřeno v Londýnské zoo v květnu 1853. Bylo konstruováno podobně jako skleník a nazývalo se Rybí dům (anglicky the Fish House). V roce 1856 vzniklo první americké akvárium jako část Barnum's American Museum, které se nacházelo v newyorském Broadwayi. Poté se založilo další americké akvárium stojící samo o sobě, Aquarial Gardens v Bostonu. Poté byla založena řada dalších veřejných akvárií jako například Jardin d' acclimatation v Paříži, vídeňské Akvárium Salon (obě založena 1860), poté v Hamburku (1864), v Berlíně (1869) a v Brightonu (1872).
První asijské veřejné akvárium bylo otevřeno v Japonsku jako součást Ueno zoo v roce 1882.
V roce 2005 bylo otevřeno revoluční Georgia Aquarium, s více než 30 milióny litrů mořské a sladké vody, a více než 100 000 živočichy a 500 druhy v americké Atlantě.

## Veřejná akvária dnes
Moderní akvarijní nádrže mohou díky akrylovému sklu pojmout milióny litrů vody a velké živočišné druhy, včetně delfínů, žraloků nebo běluh. Do moderních akvárií patří také obojživelníci a zvířata, kteří tráví život blízko vody.

### Logistika
Většina veřejných akvárií se nachází v blízkosti oceánu, pro stabilní dodávky přírodní mořské vody. Vnitrozemským průkopníkem bylo chicagské Shedd Aquarium, ke kterému se mořská voda dostávala po železnici.

### Činnosti veřejných akvárií
Veřejná akvária často spolupracují s vědeckými institucemi zabývající se oceány a vedou s nimi vlastní výzkumné programy. Často se jedná o záchranné programy mořských živočichů.

## Veřejná akvária v Česku

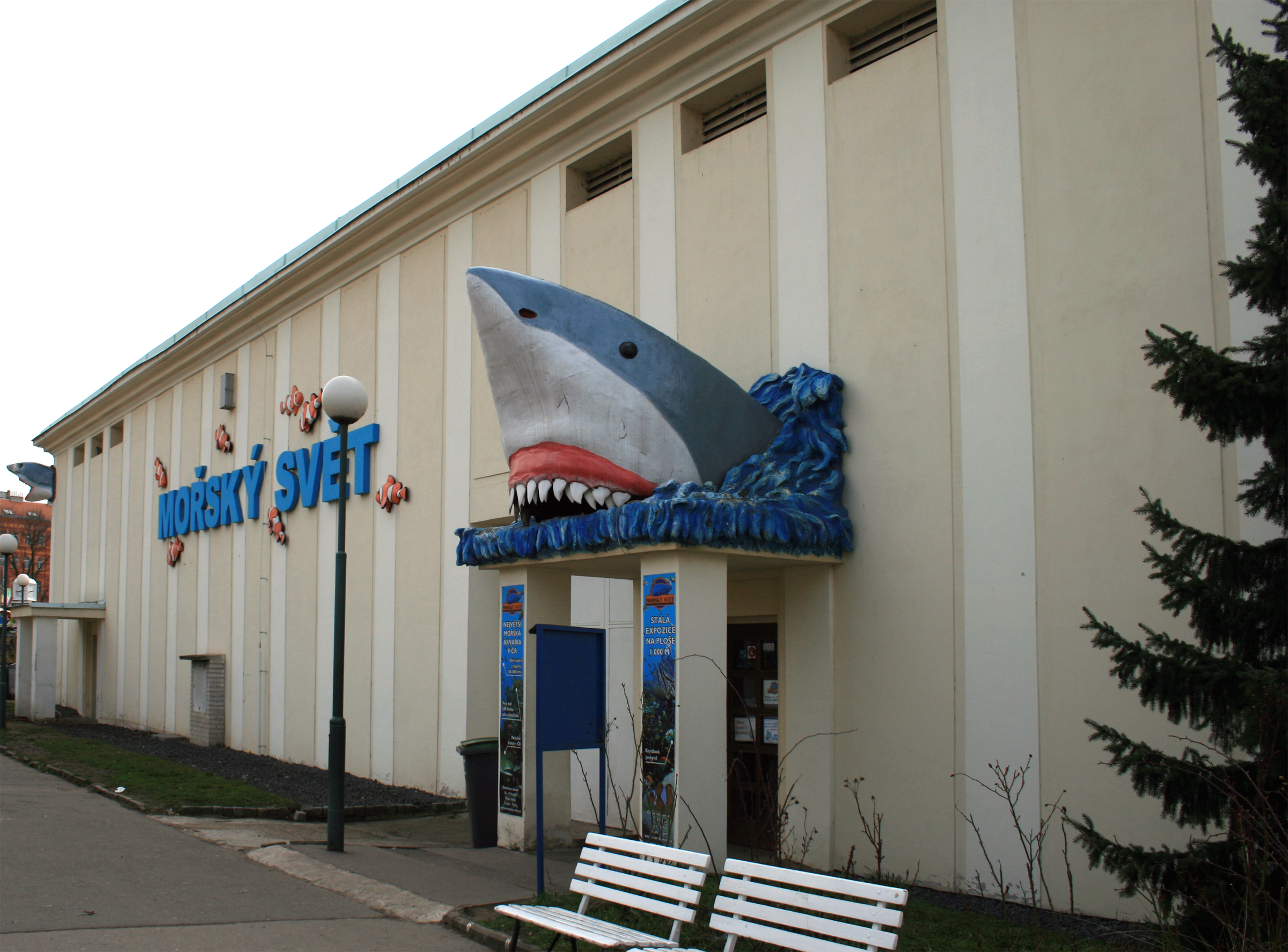
Vstup do Mořského světa (2009)

Největším mořským akváriem v Česku je Mořský svět Praha (největší akvárium 100 000 l, dohromady 270 000 l), nachází se na Výstavišti Praha. Největším sladkovodním akváriem (130 000 l) s jediným tunelem v Česku je Obří akvárium Hradec Králové. Sladkovodní akvárium Rybí dům s výhradně českými rybami se nachází v Chotěbuzi (největší 100 000 l, dohromady 300 000 l).
Další veřejná akvária se nachází například v ZOO Olomouc (42 000 l), v Liberci (10 000 l) a v Děčíně (6000 l).